# قاي دوفور (لاعب هوكي الجليد)
قاي دوفور هو لاعب هوكي الجليد كندي، ولد في 9 فبراير 1946 في لاتاك في كندا.

## وصلات خارجية
- قاي دوفور على موقع EliteProspects.com (الإنجليزية)
- قاي دوفور على موقع HockeyDB.com (الإنجليزية)
- قاي دوفور على موقع Hockey-Reference.com (الإنجليزية)